# Grete Hermann
Margarethe Grete (Henry-) Hermann (Bremen, 2 de marzo de 1901 - Bremen, 15 de febrero de 1984) fue una matemática y filósofa alemana conocida por su trabajo en matemática, física, filosofía y educación. Se hizo notar por primera vez por su obra filosófica sobre los fundamentos de la mecánica cuántica; y, en la actualidad es más conocida por una refutación de un teorema de John von Neumann sobre la ausencia de variables ocultas. Este teorema tuvo una fuerte influencia en el desarrollo de la mecánica cuántica, y la refutación por Hermann permaneció casi desconocida durante décadas.

## Matemática
Hermann estudió matemática en la Universidad de Gotinga bajo la dirección de Emmy Noether: . Su tesis: Die Frage der endlich vielen Schritte in der Theorie der Polynomideale: Unter Benutzung nachgelassener Sätze von Kurt Hentzelt. La cuestión del número finito de pasos en la teoría de los ideales polinomiales: uso de los teoremas postulados de Kurt Hentzelt  fue la base de la fundación del cálculo simbólico o álgebra computacional. Hermann fue la primera en establecer la existencia de algoritmos (con aumento de su complejidad) para muchos problemas básicos de álgebra general, como pertenecientes a una ideales de un anillo de polinomios. Su algoritmo de descomposición en ideales primarios todavía se utiliza hoy en día.

## Asistente de Leonard Nelson
De 1925 a 1927, Hermann trabajó como asistente de Leonard Nelson. En  1932 Hermann hizo junto con Minna Specht una edición póstuma de la obra de Nelson System der philosophischen Ethik und Pädagogik mientras proseguía sus propias investigaciones. 

## Mecánica cuántica
Como filósofa, Hermann estaba particularmente interesada en los fundamentos de la física. En 1934, se trasladó a Leipzig con la intención de conciliar el diseño neo-kantiana de causalidad con la nueva mecánica cuántica. En Leipzig tuvo muchas discusiones con Weizsäcker y Heisenberg. Sabemos  el contenido de sus trabajos en este período, con un énfasis en la distinción entre la previsibilidad y la causalidad, por tres de sus publicaciones, por los intercambios de discusiones que hizo Weizsäcker y la discusión sobre la obra de Hermann en el capítulo 10 de La Parte y el Todo de Heisenberg. Su Die naturphilosophischen Grundlagen der Quantenmechanik, publicado en Dinamarca, ha sido citado como "uno de los primeros y mejores tratamientos filosóficas sobre la nueva mecánica cuántica". En este ensayo, se concluye:

"La teoría de la mecánica cuántica nos fuerza [...] a dejar la asunción del carácter absoluto del conocimientos sobre la naturaleza y tratar con el principio de causalidad independientemente de esta suposición. La mecánica cuántica, por tanto, no ha contradicho la ley de la causalidad en absoluto, sino que lo ha clarificado y ha eliminado de el otros principios que no están necesariamente conectados con el".

En 1935 Hermann publicó un argumento que demostraba un defecto evidente en la demostración de un teorema de 1932 de von Neumann. Sin embargo, este teorema siguió siendo ampliamente invocado para afirmar que una teoría cuántica de variables ocultas era imposible, y la demostración de Hermann había pasado desapercibida por la comunidad de la física, hasta que John Stewart Bell la redescubrió independientemente y la publicó en 1966, y de que Max Jammer informara en 1974 de la anterioridad de la demostración de Hermann. Algunos han especulado sobre el desarrollo histórico muy diferente que podría haber tenido la mecánica cuántica si la crítica de Hermann no se hubiera mantenido casi ignorada durante décadas. En particular, podría haber puesto en cuestión la interpretación de Copenhague, proporcionando una base creíble para el ulterior desarrollo de las teorías de las variables ocultas no locales.
En 2010 Jeffrey Bub publicó una argumentación según la cual Bell (y por tanto también Hermann) había interpretado erróneamente la demostración de von Neumann: Bub argüía que, en realidad, Von Neumann no estaba tratando de demostrar la imposibilidad absoluta de variables ocultas y que su prueba en última instancia no era errónea.

## Compromiso antinazi
Cuando Hitler llegó al poder en Alemania, Hermann tomó parte en el movimiento de resistencia contra los nazis. Era miembro de la Internationaler Sozialistischer Kampfbund (ISK), (Liga Internacional Socialista), partido socialista escindido del SPD durante la República de Weimar.

## Emigración y siguientes años
En 1936 Hermann partió de Alemania a Dinamarca y luego a Francia e Inglaterra. Durante este período, estuvo más interesada en la política y la filosofía que a las matemáticas y la física.
En junio de 1936, Hermann recibió, junto con Eduard Mayo y Thilo Vogel el Premio Richard Avenarius.
Después del final de la Segunda Guerra Mundial, Hermann regresó a Alemania Occidental en 1946. Fue nombrada profesora de filosofía y física en la Pädagogische Hochschule Bremen (la Escuela de Formación de maestros de Bremen) y desempeñó un papel importante dentro de la Gewerkschaft Erziehung und Wissenschaft (GEW) (el sindicato de educación y ciencia). De 1961 a 1978, fue presidenta de la Philosophisch-Politische Akademie, PPA (Academia filosófico-política), una organización fundada por Nelson en 1922 y orientada a la educación, la justicia social, la acción política responsable y sus fundamentos filosóficos.